# گیونگ هیو گوجوسان
پادشاه گیونگ هیو سومین پادشاه گوجوسان بود. او از ۱۰۵۷ قبل از میلاد تا ۱۰۳۰ قبل از میلاد سلطنت کرد. نام واقعی او سان (詢/순) بود. بعد از او گونگ جیونگ به سلطنت رسید.